# Celtnieks Rīga
Il Celtnieks Rīga, noto nell'ultimo anno di attività come SM-ĒCK Rīga, è stata la società calcistica lettone con sede nella capitale Riga.

## Storia
Fonda negli anni '60 del ventesimo secolo, giocò esclusivamente nel campionato lettone, allora parte dell'Unione Sovietica.
Ottenne la promozione in massima serie solo nel 1977 quando finì secondo in B klases. I primi anni in massima serie furono abbastanza anonimi, ma dal 1981 al 1986 la squadra ottenne quattro secondi posti e un terzo posto.
Ma i migliori risultati furono conseguiti in Coppa, con le tre vittorie consecutive tra il 1984 e il 1986.
In seguito i risultati declinarono e la squadra non riuscì più a ripetersi ad alti livelli; anche nel 1990, quando le più forti squadri lettoni erano impegnate in Baltic League, il club chiuse solo al sesto posto. Nel 1991, ultimo anno come campionato lettone, la squadra chiuse al diciassettesimo posto; per questo motivo nel rinato Campionato lettone di calcio fu collocato in 1. Līga, la seconda serie. Nel 1992 cambiò nome in SM-ĒCK Rīga e chiuse al campionato al 6º posto. L'anno dopo il club fu chiuso.

## Giocatori
Calciatore simbolo del club fu Sigmund Trambovičs che giocò ininterrottamente con la squadra dal 1977 (anno della promozione in massima serie) al 1992.

## Palmarès
- Coppa Lettone Sovietica: 3

1984, 1985, 1986